# Troféu Laigueglia de 2020
A 57.ª edição da clássica ciclista Troféu Laigueglia foi uma carreira na Itália que se celebrou 16 de fevereiro de 2020 sobre um percurso de 202 quilómetros com início e final na cidade de Laigueglia.
A carreira fez parte do UCI ProSeries de 2020, calendário ciclístico mundial de segunda divisão, dentro da categoria UCI 1.pro e foi vencida pelo italiano Giulio Ciccone da selecção nacional da Itália. Completaram o pódio, como segundo e terceiro classificado respectivamente, o eritreio Biniyam Ghirmay da NIPPO DELKO One Provence e o italiano Diego Rosa da Arkéa Samsic.

## Equipas participantes
Tomaram parte na carreira 19 equipas: 1 de categoria UCI WorldTeam, 6 de categoria UCI ProTeam, 11 de categoria Continental e a selecção nacional da Itália. Formaram assim um pelotão de 127 ciclistas dos que acabaram 56. As equipas participantes foram:
| Equipe WorldTeam- AG2R La Mondiale Equipes ProTeam (6)- Gazprom-RusVelo - Nippo Delko One Provence - Vini Zabù-KTM - Bardiani CSF Faizanè - Arkéa-Samsic - Androni Giocattoli-Sidermec Equipes Continentais (11)- NTT Continental Cycling Team - General Store Essegibi F.lli Curia - D'Amico UM Tools - Biesse Arvedi - Team Colpack-Ballan - Sangemini-Trevigiani-MG.Kvis - Beltrami TSA-Marchiol - Work Service Dynatek Vega - Work Service-Dynatek-Vega - Giotti Victoria-Palomar - Amore & Vita-Prodir Equipe nacional- Itália |
| |

## Classificação final
- As classificações finalizaram da seguinte forma:[4]

| \| Classificação geral \| Classificação geral \| Classificação geral \| Classificação geral \| Classificação geral \| \| Ciclista \| Ciclista \| Equipe \| Tempo \| \| \| ------------------- \| ------------------- \| --------------------------- \| ------------------- \| ------------------- \| \| 1. \| Giulio Ciccone \| Itália \| 5h10m27s \| \| \| 2. \| Biniam Girmay \| Nippo-Delko One Provence \| + 32s \| \| \| 3. \| Diego Rosa \| Arkéa-Samsic \| + 32s \| \| \| 4. \| Andrea Vendrame \| AG2R La Mondiale \| + 1m17s \| \| \| 5. \| Lorenzo Rota \| Vini Zabù-KTM \| + 1m17s \| \| \| 6. \| Evgeny Shalunov \| Gazprom-RusVelo \| + 1m17s \| \| \| 7. \| Davide Gabburo \| Androni Giocattoli-Sidermec \| + 1m21s \| \| \| 8. \| Marco Tizza \| Amore & Vita-Prodir \| + 1m48s \| \| \| 9. \| Andreas Kron \| Riwal Readynez \| + 1m55s \| \| \| 10. \| Filippo Conca \| Biesse Arvedi \| + 1m55s \| \| \| 11. \| Giovanni Visconti \| Vini Zabù-KTM \| + 2m07s \| \| \| 12. \| Francesco Gavazzi \| Androni Giocattoli-Sidermec \| + 2m07s \| \| \| 13. \| Simone Velasco \| Gazprom-RusVelo \| + 2m07s \| \| \| 14. \| Nicola Bagioli \| Androni Giocattoli-Sidermec \| + 2m07s \| \| \| 15. \| Kevin Colleoni \| Biesse Arvedi \| + 2m07s \| \| |                   |                             |          |
| |                   |                             |          |
| Fonte: ProCyclingStats |                   |                             |          |
| Classificação geral |                   |                             |          |
| Ciclista | Ciclista          | Equipe                      | Tempo    |
| 1. | Giulio Ciccone    | Itália                      | 5h10m27s |
| 2. | Biniam Girmay     | Nippo-Delko One Provence    | + 32s    |
| 3. | Diego Rosa        | Arkéa-Samsic                | + 32s    |
| 4. | Andrea Vendrame   | AG2R La Mondiale            | + 1m17s  |
| 5. | Lorenzo Rota      | Vini Zabù-KTM               | + 1m17s  |
| 6. | Evgeny Shalunov   | Gazprom-RusVelo             | + 1m17s  |
| 7. | Davide Gabburo    | Androni Giocattoli-Sidermec | + 1m21s  |
| 8. | Marco Tizza       | Amore & Vita-Prodir         | + 1m48s  |
| 9. | Andreas Kron      | Riwal Readynez              | + 1m55s  |
| 10. | Filippo Conca     | Biesse Arvedi               | + 1m55s  |
| 11. | Giovanni Visconti | Vini Zabù-KTM               | + 2m07s  |
| 12. | Francesco Gavazzi | Androni Giocattoli-Sidermec | + 2m07s  |
| 13. | Simone Velasco    | Gazprom-RusVelo             | + 2m07s  |
| 14. | Nicola Bagioli    | Androni Giocattoli-Sidermec | + 2m07s  |
| 15. | Kevin Colleoni    | Biesse Arvedi               | + 2m07s  |

## UCI World Ranking
O Troféu Laigueglia outorgou pontos para o UCI World Ranking para corredores das equipas nas categorias UCI WorldTeam, UCI ProTeam e Continental. As seguintes tabelas são o barómetro de pontuação e os 10 corredores que obtiveram mais pontos:
| Posição             | 1.º | 2.º | 3.º | 4.º | 5.º | 6.º | 7.º | 8.º | 9.º | 10.º | 11.º | 12.º | 13.º | 14.º | 15.º | 16.º-30.º | 31.º-40.º |
| Classificação geral | 200 | 150 | 125 | 100 | 85  | 70  | 60  | 50  | 40  | 35   | 30   | 25   | 20   | 15   | 10   | 5         | 3         |

| Classificação |                   |                             |       |
| Posição       | Ciclista          | Equipa                      | Geral |
| ------------- | ----------------- | --------------------------- | ----- |
| 1.º           | Giulio Ciccone    | Selecção da Itália          | 200   |
| 2.º           | Biniyam Ghirmay   | NIPPO DELKO One Provence    | 150   |
| 3.º           | Diego Rosa        | Arkéa Samsic                | 125   |
| 4.º           | Andrea Vendrame   | AG2R La Mondiale            | 100   |
| 5.º           | Lorenzo Rotaciona | Vini Zabù-KTM               | 85    |
| 6.º           | Evgeny Shalunov   | Gazprom-RusVelo             | 70    |
| 7.º           | Davide Gabburo    | Androni Giocattoli-Sidermec | 60    |
| 8.º           | Marco Tizza       | Amore & Vita-Prodir         | 50    |
| 9.º           | Andreas Kron      | Riwal Readynez              | 40    |
| 10.º          | Filippo Conca     | Biesse Arvedi               | 35    |